# Pirlatapa
Pirlatapa är ett utdött australiskt språk. Pirlatapa talades i Sydaustralien. Pirlatapa tillhörde de pama-nyunganska språken.